# Kipokamajokowie
Kipokamajokowie (w języku keczua khipu kamayuq "kipu-władający") – pisarze lub rachmistrze inkascy, posługujący się "pismem węzełkowym" (kipu). 
Rachmistrzowie Tawantin Suyu tworzyli i rozszyfrowywali węzełki kipu. Kipokamojkowie potrafili przeprowadzać proste działania matematyczne, takie jak dodawanie, odejmowanie, mnożenie, dzielenie. Do ich zadań należało dokumentowanie mita, które stanowiło formę podatku. Zajmowali się również zapisywaniem stanu zapasów, rodzaju wykonywanej pracy, economical output i spisem ludności, poczynając od niemowląt do "starych ślepców po 80". Tego systemu używano także do kalendarza.
Oprócz Kipokamojoków także inni członkowie inkaskiego społeczeństwa, tacy jak historycy i arystokracja, posługiwali się kipu.